# Bold (группа)
Bold — американская «youth crew» хардкор-панк-группа из Уэстчестера (штат Нью-Йорк); образована в 1985 году. Практически с самого начала своего существования коллектив следовал философии «straight edge» наравне с группами Youth of Today и Side by Side.

## История
Изначально группа была известна как Crippled Youth; её основателями были Мэтт Уорнки (вокал), Тим Брукс (бас-гитара) и Дрю Томас (ударные). После нескольких успешных выступлений с Уорнки не только в роли «голоса группы», но и гитариста, к коллективу присоединился Джон «Зулу» Зулуага, а Мэтт занялся исключительно вокалом. В 1986 году был выпущен 7" EP «Join the Fight» (под калифорнийским лейблом New Beginning), после чего группа изменила название на Bold. Под новым именем был записан LP «Speak Out» с 11 композициями. Изначально альбом планировалось записать под лейблом WishingWell Records, однако в итоге, в результате многочисленных переносов сроков окончания записи и изменений условий проекта, он был выпущен в 1988 на студии Revelation Records.
Позже к проекту в качестве второго гитариста присоединился Том Капоне (участвовал в группах Shelter, Quicksand и др.), после чего при поддержке Revelation Records был записан альбом Bold (т. н. Self-titled 7"), который был переиздан в 1993 году на 12" диске с двумя дополнительными композициями. Вскоре после записи коллектив распался.
В 2005 году Bold вновь объединились в несколько изменённом составе:
- Мэтт Уорнки — вокал;
- Том Капоне — гитара;
- Тим Брукс — бас-гитара;
- Винни Панза — ударные;
- Джон Порселли[2] — гитара.

Джон Порселли эпизодически появлялся в составе Bold в 80-х, после повторного объединения группы став её постоянным участником. Коллективом был записан ретроспективный альбом The Search: 1985–1989, в котором были собраны все композиции прошлых лет.
В 2006 году Порселли и Уорнки окончательно покинули проект, выход альбома с новыми работами группы был отложен на неопределённое время, европейский тур Bold был отменён.

## Дискография
За свою историю Bold записали четыре альбома различных форматов:
- Speak Out LP (Revelation Records, 1988)
- Bold (Revelation Records, 1989)
- Looking Back (Revelation Records, 1993)
- The Search: 1985–1989 (Complete Discography) (Revelation Records, 2005)